# I Heard Her Call My Name
„I Heard Her Call My Name“ je v celkovém pořadí pátá skladba z druhého alba skupiny The Velvet Underground s názvem White Light/White Heat. Jde o první skladbu na druhé straně původní LP desky. Autorem hudby i textu je Lou Reed, který též zahrál ve skladbě agresivní kytarová sóla doplněná zpětnou vazbou. Celé album včetně této skladby produkoval Tom Wilson.

## Vydání
Původně skladva vyšla v lednu 1968 jako součást alba White Light/White Heat. Je rovněž možné, že skladba „I Heard Her Call My Name“ vyšla i jako singl, ale do dnešní doby se pravděpodobně singl nedochoval.
Skladba později vyšla rovněž i na kompilacích Andy Warhol's Velvet Underground featuring Nico (1971), Rock and Roll Diary: 1967–1980 (1980), What Goes On (1993), Peel Slowly and See (1995), The Very Best of the Velvet Underground (2003), Gold (2005) a The Velvet Underground Playlist Plus (2008). V roce 1993 vyšla rovněž na koncertním albu Live MCMXCIII. Touto skladbou je skupina rovněž zastoupena na kompilaci různých interpretů s názvem The Rock 'N' Roll Disease z roku 2004.

## Cover verze
Skupina Half Japanese skladbu předělala a jejich verze vyšla na tribute albu Heaven & Hell: A Tribute to The Velvet Underground v roce 1990 (jejich verze vyšla znovu v roce 1994 jako součást alba Fifteen Minutes: A Tribute to The Velvet Underground). Stejná skupina ji také vydala na svém albu Fire in the Sky z roku 1992, které produkovala bubenice Velvet Underground Maureen Tucker.

## Původní obsazení
- Lou Reed – sólová kytara, zpěv
- John Cale – basová kytara, doprovodný zpěv
- Sterling Morrison – rytmická kytara, doprovodný zpěv
- Maureen Tucker – perkuse